# Tursa (divinité)
Pour les articles homonymes, voir Tursa (homonymie).
Tursa est le nom d'une divinité italique, mentionnée en Ombrie, à Iguvium, sur les Tables eugubines ; le document lui associe deux épithètes : Tursa Çerfia et Tursa Iovia. La première est liée à Mars, la seconde à Jupiter.
Selon Georges Dumézil, le nom de Tursa serait dérivé de la racine qu'on trouve dans le latin terreo (« terrifier ») ; son rôle est en effet d'inspirer la terreur aux ennemis.
Le dôme de Tursa (désignation internationale : Tursa Tholus) est un dôme situé sur la planète Vénus, qui a été nommé en référence à la déesse Tursa.